# Cointreau

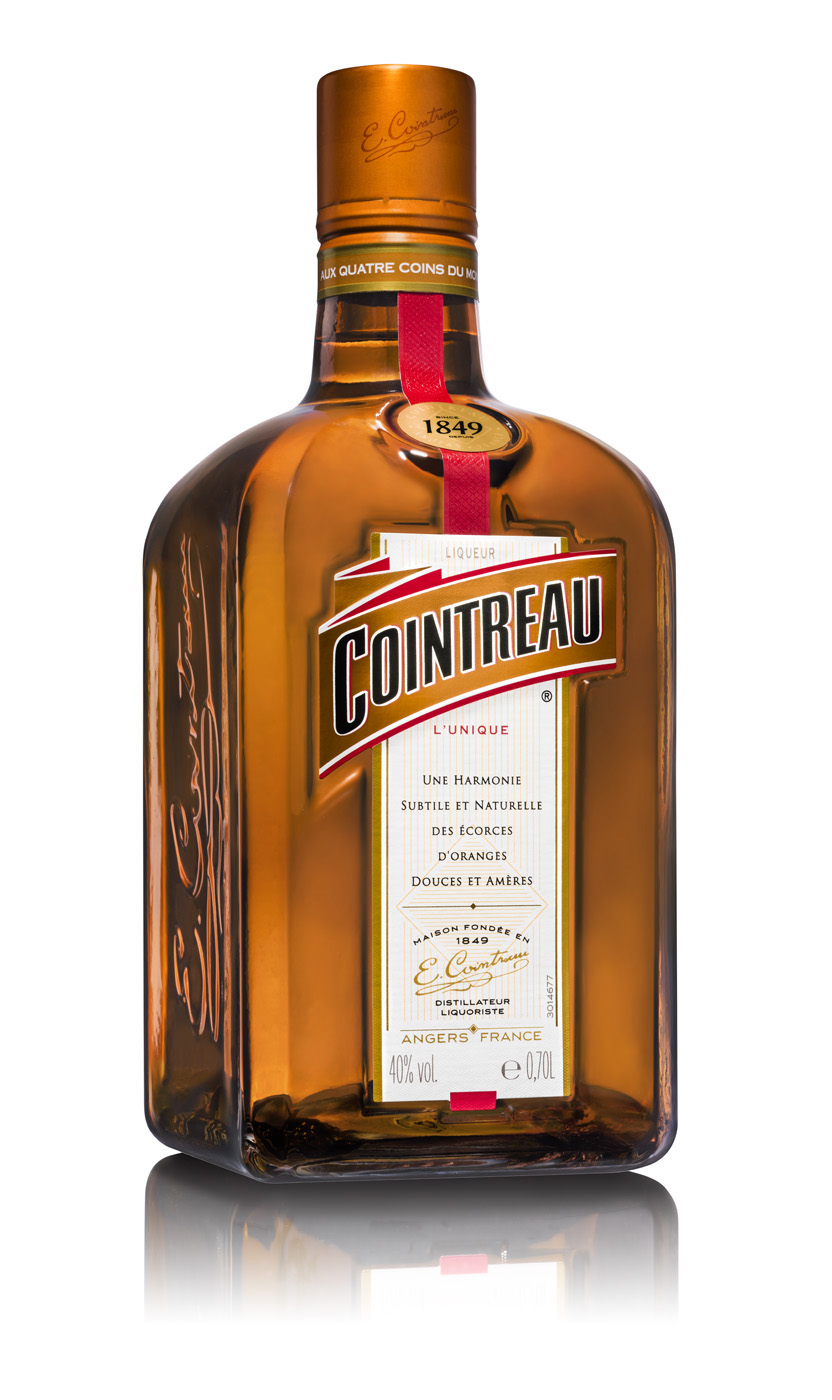

Cointreau este un lichior cu aromă de portocale, triple sec, produs în Saint-Barthélemy-d'Anjou, Franța. Este consumat ca aperitiv și digestiv și este o componentă a mai multor cocktailuri bine cunoscute. Acesta a fost inițial numit Curaçao Blanco Triple Sec. În ciuda sticlei portocalii în care este ambalat, Cointreau este incolor.